# Сандро Базадзе
Сандро Базадзе (29 липня 1993 , Тбілісі ) — грузинський фехтувальник на шаблях, учасник Олімпійських ігор 2016 та 2020 років, чемпіон світу та Європи в індивідуальній шаблі.

## Біографія
У 2013 році став першим в історії Грузії чемпіоном Європи серед юніорів, а у 2014 став чемпіоном Європи серед молоді.
У 2016 році відбувся дебют спортсмена на Олімпійських іграх. На змаганнях у Ріо-де-Жанейро був єдиним грузинським фехтувальником, виступивши в індивідуальній шаблі. Після впевненої перемоги над господарем змагань Ренцо Агрестою (15:3), мінімально поступився Кім Джон Хвану (14:15).
У 2017 році на домашньому чемпіонаті Європи, який відбувся у Тбілісі, зумів виграти бронзову медаль в особистій шаблі. Сандро поступився у півфіналі Максу Хартунгу (11:15), який у підсумку став чемпіоном. На наступному чемпіонаті Європи знову поступився Максу Хартунгу у півфіналі (14:15), а у 2019 році на стадії півфіналу програв Камілю Ібрагімову (11:15). Таким чином Базадзе тричі поспіль став бронзовим призером чемпіонатів Європи.
У 2021 році виступив на Олімпійських іграх у Токіо. Знову став єдиним грузинським фехтувальником на цих змаганнях. В індивідуальній шаблі був посіяним під восьмим номером. Після перемоги над двома єгипетськими фехтувальниками Мохабом Самером (15:10) та Зіядом Ель-Сіссі (15:10), зумів здолати першого номера рейтингу та чинного чемпіона світу О Сан Ука (15:13). Ця перемога вивела спортсмена у півфінал, де він поступився чинному дворазовому олімпійському чемпіону Арону Сіладьї (13:15), який зможе стати єдиним в історії шаблістом що виграв золоту медаль в особистих змаганнях на трьох Олімпійських іграх поспіль. У поєдинку за бронзу мав можливість взяти реванш у Кім Джон Хвана, від якого вилетів на попередній Олімпіаді, але Сандро знову поступився (11:15) та залишився без олімпійської медалі.
У 2022 році здобув своє найбільше досягнення у кар'єрі, ставши чемпіоном Європи. На шляху до перемоги здолав Арона Сіладьї (15:7), Матьяша Сабо (15:13), Развана Урсачі (15:8). У півфіналі розгромив Еліотта Бібі (15:4), а у фіналі переміг срібного призера Олімпійських ігор Луку Куратолі (11:15). Через місяць, на чемпіонаті світу, поступився у півфіналі Арону Сіладьї (11:15), здобувши бронзову медаль.

## Виступи на Олімпіадах
| Олімпіада           | Дисципліна          | Місце |
| ------------------- | ------------------- | ----- |
| Ріо-де-Жанейро 2016 | індивідуальна шабля | 13    |
| Токіо 2020          | індивідуальна шабля | 4     |
| Париж 2024          | індивідуальна шабля | 9     |